# ایمی کاراپتیان
ایمی کاراپتیان ( زادهٔ ۸ مهٔ ۲۰۰۲) بازیکن فوتبال در پست فوروارد اهل ارمنستان است.

## تیم ملی
وی همچنین در تیم ملی فوتبال زیر ۱۹ سال زنان ارمنستان بازی کرده‌است. 